# キビタイボウシインコ

キビタイボウシインコ （学名：Amazona ochrocephala）は、オウム目インコ科に分類される鳥。